# Bulbophyllum setaceum
Bulbophyllum setaceum là một loài phong lan thuộc chi Bulbophyllum.